# Ptychadena mossambica
Ptychadena mossambica é uma espécie de anfíbio da família Ranidae.
Pode ser encontrada nos seguintes países: Botswana, Quénia, Malawi, Moçambique, Namíbia, África do Sul, Essuatíni, Tanzânia, Zâmbia, Zimbabwe e possivelmente em Angola.
Os seus habitats naturais são: florestas secas tropicais ou subtropicais , savanas áridas, savanas húmidas, matagal árido tropical ou subtropical, matagal húmido tropical ou subtropical, campos de gramíneas subtropicais ou tropicais secos de baixa altitude, campos de gramíneas de baixa altitude subtropicais ou tropicais sazonalmente húmidos ou inundados, pântanos, lagos de água doce intermitentes, marismas de água doce, marismas intermitentes de água doce, terras aráveis, pastagens, áreas de armazenamento de água e lagoas.